# Albatàrrec
Albatàrrec település Spanyolországban, Lleida tartományban. Albatàrrec Alfés, Lleida és Montoliu de Lleida községekkel határos. Lakosainak száma 2251 fő (2024).

## Népesség
A település lakosságának változását az alábbi diagram mutatja:
| Lakosok száma | 62   | 526  | 856  | 903  | 1017 | 1393 | 1872 | 2139 | 2221 | 2251 |
|               | 1717 | 1887 | 1936 | 1960 | 1986 | 2004 | 2009 | 2014 | 2019 | 2024 |